# Juramento de admisión del Partido Comunista de China

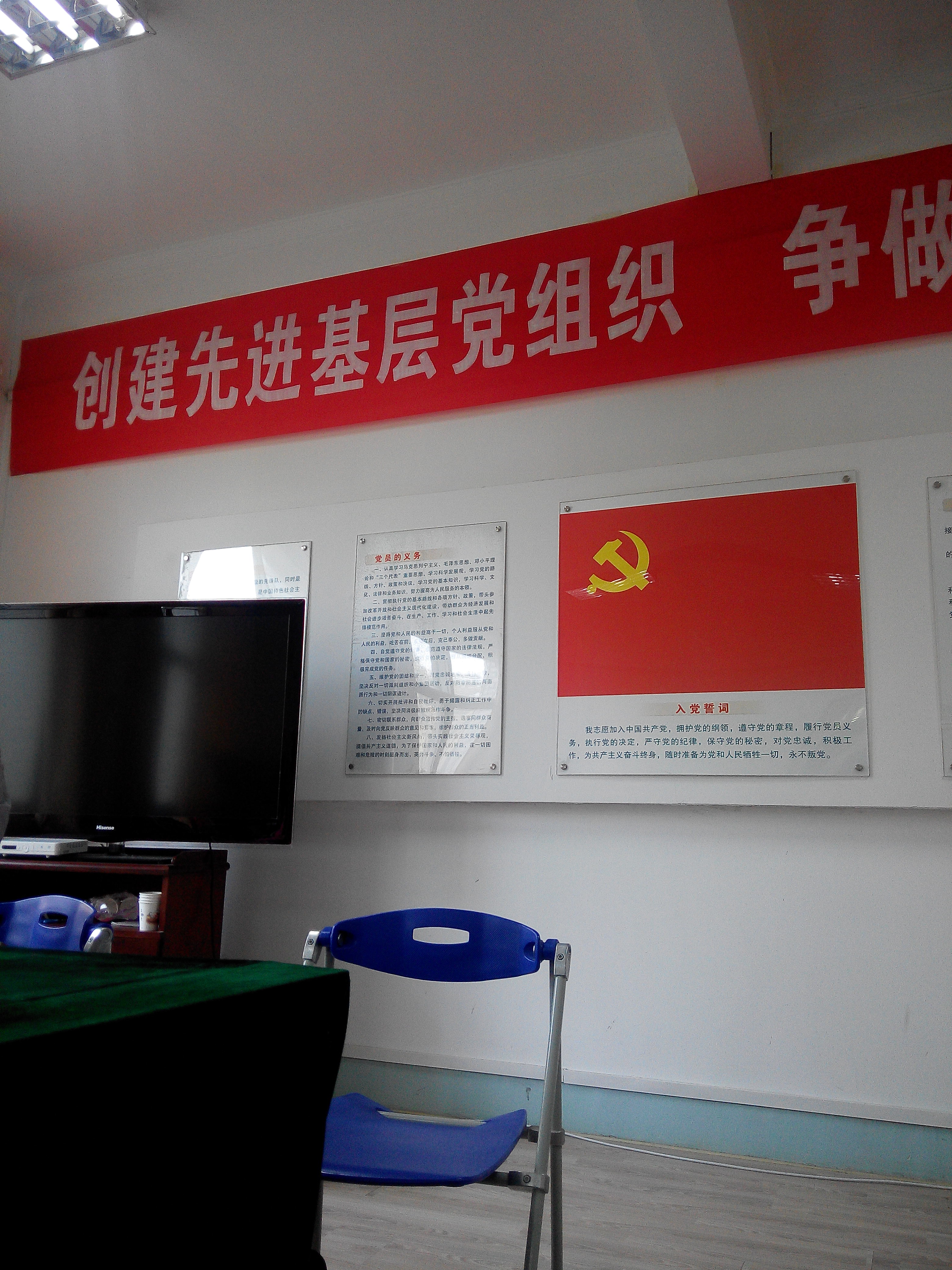
El juramento de admisión del Partido Comunista de China se muestra debajo de la bandera del Partido Comunista de China.

El juramento de admisión del Partido Comunista de China (en chino:中国共产党入党誓词) es un juramento que los posibles miembros del Partido Comunista de China deben tomar para convertirse en miembros del partido de acuerdo con el artículo 6 de la Constitución del Partido Comunista de China.
Se han utilizado cinco versiones del juramento de admisión durante diferentes períodos de la historia. La quinta y actual versión del juramento de admisión, adoptada el 6 de septiembre de 1982 durante el 12º Congreso Nacional del Partido Comunista de China, se traduce al español como:
| Chino | Hanyu Pinyin | Español |
| --- | --- | --- |
| 我志愿加入中国共产党， 拥护党的纲领， 遵守党的章程， 履行党员义务， 执行党的决定， 严守党的纪录， 保守党的秘密， 对党忠诚， 积极工作， 为共产主义奋斗终身， 随时准备为党和人民牺牲一切， 永不叛党。 | Wǒ zhìyuàn jiārù Zhōngguó Gòngchǎndǎng, yōnghù dǎng de gānglǐng, zūnshǒu dǎng de zhāngchéng, lǚxíng dǎngyuán yìwù, zhíxíng dǎng de juédìng, yánshǒu dǎng de jìlù, bǎoshǒu dǎng de mìmì, duì dǎng zhōngchéng, jījí gōngzuò, wèi gòngchǎn zhǔyì fèndòu zhōngshēn, suíshí zhǔnbèi wèi dǎng hé rénmín xīshēng yīqiè, yǒng bù pàndǎng. | Es mi voluntad unirme al Partido Comunista de China, mantener el programa del Partido, observar las disposiciones de la Constitución del Partido, cumplir con los deberes de un miembro del Partido, ejecutar las decisiones del Partido, observar estrictamente la disciplina del Partido, guardar los secretos del partido. ser fiel al Partido, trabajar duro, luchar por el comunismo a lo largo de mi vida, estar dispuesto en todo momento a sacrificarlo todo por el Partido y el pueblo, y nunca traicionar al Partido. |